# 纳鲁巴丁·维拉瓦诺丹
纳鲁巴丁·维拉瓦诺丹（นฤบดินทร์ วีรวัฒโนดม，1994年7月12日—），泰国足球运动员，司职后卫。現效力於泰超武里南联，也代表泰国国家足球队。

## 荣誉

### 俱乐部
泰路警察
- 泰國聯賽盃冠军：2014

武里南联
- 泰國甲組足球聯賽冠军：2015、2017、2018、2021–22
- 泰國足總盃冠军：2015、2021–22
- 泰國聯賽盃冠军：2015、2016、2021–22
- Kor Royal Cup冠军：2015、2016
- 湄公河球會錦標賽冠军：2015、2016
- 泰國冠軍盃冠军：2019、2021、2022

### 国家队
泰国U19
- 东南亚足协U-19青年锦标赛冠军：2011

泰国U23
- 东南亚运动会金牌：2013年东南亚运动会、2015年东南亚运动会

泰国
- 东南亚足球锦标赛冠军：2014、2020
- 泰王杯冠军：2016